# واسب-10b
WASP-10b (بالإنجليزية: WASP-10b)‏ الذي يرمز له بالرمز WASP-10b، هو كوكب خارج المجموعة الشمسية، في كوكبة الفرس الأعظم، يتبع WASP-10 ‏.

## الاكتشاف
اكتشف في 1 أبريل 2008.